# Steve Moses
Steve Christopher Moses (* 9. August 1989 in Leominster, Massachusetts) ist ein US-amerikanischer Eishockeyspieler, der seit Juli 2024 beim BK Mladá Boleslav aus der tschechischen Extraliga unter Vertrag steht und dort auf der Position des rechten Flügelstürmers spielt.

## Karriere
Moses begann seine Karriere bei den Boston Junior Bruins in der Eastern Junior Hockey League (EJHL) und Empire Junior Hockey League (EmJHL). 2006 wurde er von den Lewiston MAINEiacs aus der Ligue de hockey junior majeur du Québec (LHJMQ) im Rahmen des CHL Import Draft ausgewählt, entschied sich aber gegen einen Wechsel in die kanadische Juniorenliga und nahm stattdessen ein Studium an der University of New Hampshire auf. Parallel spielte er für das Eishockeyteam der Hochschule, die New Hampshire Wildcats, zwischen 2008 und 2012 in der Hockey East, die in den Spielbetrieb der National Collegiate Athletic Association (NCAA) eingegliedert ist. In der Saison 2010/11 wurde er in das All-Academic-Team der Hockey East gewählt. In seiner letzten NCAA-Spielzeit 2011/12 erzielte Moses 22 Treffer und war damit – zusammen mit Barry Almeida – drittbester Torschütze der Hockey East. Zudem war er mit 35 Scorerpunkten Topscorer seiner Mannschaft und agierte als Assistenzkapitän.
Im März 2012 erhielt der Stürmer einen Probevertrag bei den Connecticut Whale aus der American Hockey League (AHL), wobei er in insgesamt neun Spielen eingesetzt wurde und dabei zwei Tore erzielte. Nachdem er im Anschluss an diesen Probevertrag keine Anstellung in der AHL oder NHL erhalten hatte, entschied sich Moses zu einem Wechsel nach Europa. Am 14. Mai 2012 unterschrieb er beim finnischen Klub Jokerit aus der SM-liiga einen Einjahresvertrag. In seiner Debütsaison 2012/13 erzielte Moses 22 Tore und zwölf Vorlagen in 55 Spielen. Im Dezember 2012 verlängerte Moses seinen Vertrag mit Jokerit um zwei Jahre. Im Sommer 2014 wurde Jokerit in die Kontinentale Hockey-Liga (KHL) aufgenommen und Moses avancierte in dieser Liga zum Topspieler seines Teams. Im Februar 2015 erzielte er sein 36. Tor der Saison 2014/15 und erreichte damit einen neuen Torrekord innerhalb der Liga.
Seine Offensivqualitäten weckten in der Folge das Interesse diverser Franchises aus der National Hockey League (NHL), sodass Moses im April 2015 von den Nashville Predators verpflichtet wurde. Nachdem sich der Angreifer während der Saisonvorbereitung nicht für den NHL-Kader empfohlen hatte, wurde er kurz vor Saisonbeginn an das Farmteam Milwaukee Admirals in die AHL abgegeben. Dort bestritt er zu Beginn der Saison 2015/16 insgesamt 16 Partien, ehe er im Dezember 2015 in die KHL zurückkehrte und einen einjährigen Kontrakt beim SKA Sankt Petersburg unterschrieb. Mit dem SKA gewann er im Frühjahr 2017 den Gagarin-Pokal-Gewinn und damit auch die russische Meisterschaft. Nach diesem Erfolg erhielt er dort keinen neuen Vertrag und kehrte in die AHL zurück. Dort stand er bis Dezember desselben Jahres bei den Rochester Americans unter Vertrag, ehe er suspendiert wurde, daraufhin zu Jokerit Helsinki zurückkehrte und einen Vertrag bis zum Ende der Saison 2019/20 unterschrieb.
Im März 2020 wurde bekannt, dass Moses einen Vertrag bei den SC Rapperswil-Jona Lakers aus der Schweizer National League bis zum Ende der Saison 2021/22 unterzeichnet hatte. Während dieser Zeit lief er ab Januar 2022 auf Leihbasis für den Ligakonkurrenten HC Ambrì-Piotta auf. Zur Spielzeit 2022/23 wechselte der US-Amerikaner zurück nach Finnland zu Hämeenlinnan Pallokerho. Dort verbrachte er ebenso eine Spielzeit wie in der Folge beim HC Kometa Brno aus der tschechischen Extraliga. Im Sommer 2024 wechselte er zum Ligakonkurrenten BK Mladá Boleslav.

### International
Im November 2013 nahm Moses mit der Nationalmannschaft der Vereinigten Staaten am Deutschland Cup teil und gewann dieses Turnier. Im Sommer 2015 vertrat er sein Heimatland bei der Weltmeisterschaft 2015 und gewann dort die Bronzemedaille. In sieben Turnierspielen punktete er dabei zweimal.

## Erfolge und Auszeichnungen
| - 2011 Hockey East All-Academic Team - 2015 Teilnahme am KHL All-Star Game - 2015 Bester Torschütze der KHL-Hauptrunde | - 2015 KHL First All-Star Team - 2017 Gagarin-Pokal-Gewinn und Russischer Meister mit dem SKA Sankt Petersburg |

### International
- 2015 Bronzemedaille bei der Weltmeisterschaft

## Karrierestatistik
Stand: Ende der Saison 2023/24

### International
Vertrat die USA bei:
- Weltmeisterschaft 2015

(Legende zur Spielerstatistik: Sp oder GP = absolvierte Spiele; T oder G = erzielte Tore; V oder A = erzielte Assists; Pkt oder Pts = erzielte Scorerpunkte; SM oder PIM = erhaltene Strafminuten; +/− = Plus/Minus-Bilanz; PP = erzielte Überzahltore; SH = erzielte Unterzahltore; GW = erzielte Siegtore; 1 Play-downs/Relegation; Kursiv: Statistik nicht vollständig)